# Hippomedon subrobustus
Hippomedon subrobustus är en kräftdjursart som beskrevs av Hurley 1963. Hippomedon subrobustus ingår i släktet Hippomedon och familjen Lysianassidae. Inga underarter finns listade i Catalogue of Life.